# Leptosphaerulina
Leptosphaerulina är ett släkte av lavar. Enligt Catalogue of Life ingår Leptosphaerulina i ordningen Pleosporales, klassen Dothideomycetes, divisionen sporsäcksvampar och riket svampar, men enligt Dyntaxa är tillhörigheten istället familjen Didymellaceae, ordningen Pleosporales, klassen Dothideomycetes, divisionen sporsäcksvampar och riket svampar.
|                  | Pleomassariaceae |
|                  | |
|                  | Naetrocymbaceae |
|                  | |
|                  | Dacampiaceae |
|                  | |
|                  | Arthopyreniaceae |
|                  | |
|                  | Aigialaceae |
|                  | |
|                  | Amniculicolaceae |
|                  | |
|                  | Corynesporascaceae |
|                  | |
|                  | Cucurbitariaceae |
|                  | |
|                  | Delitschiaceae |
|                  | |
|                  | Diademaceae |
|                  | |
|                  | Didymosphaeriaceae |
|                  | |
|                  | Dothidotthiaceae |
|                  | |
|                  | Fenestellaceae |
|                  | |
|                  | Leptosphaeriaceae |
|                  | |
|                  | Lindgomycetaceae |
|                  | |
|                  | Lophiostomataceae |
|                  | |
|                  | Massarinaceae |
|                  | |
|                  | Melanommataceae |
|                  | |
|                  | Montagnulaceae |
|                  | |
|                  | Morosphaeriaceae |
|                  | |
|                  | Mytilinidiaceae |
|                  | |
|                  | Parodiellaceae |
|                  | |
|                  | Phaeosphaeriaceae |
|                  | |
|                  | Phaeotrichaceae |
|                  | |
|                  | Pleosporaceae |
|                  | |
|                  | Sporormiaceae |
|                  | |
|                  | Testudinaceae |
|                  | |
|                  | Tetraplosphaeriaceae |
|                  | |
|                  | Tubeufiaceae |
|                  | |
|                  | Venturiaceae |
|                  | |
|                  | Zopfiaceae |
|                  | |
|                  | Phoma |
|                  | |
|                  | Speira |
|                  | |
|                  | Centrospora |
|                  | |
|                  | Mycocentrospora |
|                  | |
|                  | Pyrenochaeta |
|                  | |
|                  | Stagonosporopsis |
|                  | |
|                  | Ascochyta |
|                  | |
|                  | Anguillospora |
|                  | |
|                  | Sporidesmium |
|                  | |
|                  | Ascochytula |
|                  | |
|                  | Ascochytella |
|                  | |
|                  | Sporocybe |
|                  | |
|                  | Periconia |
|                  | |
|                  | Berkleasmium |
|                  | |
|                  | Didymella |
|                  | |
|                  | Herpotrichia |
|                  | |
|                  | Dictyosporium |
|                  | |
|                  | Fusculina |
|                  | |
|                  | Briansuttonia |
|                  | |
| Leptosphaerulina | \| \| Leptosphaerulina mangrovei \| \| \| \| \| \| Leptosphaerulina chartarum \| \| \| \| \| \| Leptosphaerulina potentillae \| \| \| \| \| \| Leptosphaerulina nitida \| \| \| \| \| \| Leptosphaerulina albulae \| \| \| \| \| \| Leptosphaerulina rupestris \| \| \| \| \| \| Leptosphaerulina australis \| \| \| \| \| \| Leptosphaerulina arachidicola \| \| \| \| \| \| Leptosphaerulina myrtillina \| \| \| \| \| \| Leptosphaerulina pulchra \| \| \| \| \| \| Leptosphaerulina trifolii \| \| \| \| \| \| Leptosphaerulina hyperborea \| \| \| \| \| \| Leptosphaerulina personata \| \| \| \| \| \| Leptosphaerulina americana \| \| \| \| \| \| Leptosphaerulina argentinensis \| \| \| \| \| \| Leptosphaerulina peltigerae \| \| \| \| |
|                  | \| \| Leptosphaerulina mangrovei \| \| \| \| \| \| Leptosphaerulina chartarum \| \| \| \| \| \| Leptosphaerulina potentillae \| \| \| \| \| \| Leptosphaerulina nitida \| \| \| \| \| \| Leptosphaerulina albulae \| \| \| \| \| \| Leptosphaerulina rupestris \| \| \| \| \| \| Leptosphaerulina australis \| \| \| \| \| \| Leptosphaerulina arachidicola \| \| \| \| \| \| Leptosphaerulina myrtillina \| \| \| \| \| \| Leptosphaerulina pulchra \| \| \| \| \| \| Leptosphaerulina trifolii \| \| \| \| \| \| Leptosphaerulina hyperborea \| \| \| \| \| \| Leptosphaerulina personata \| \| \| \| \| \| Leptosphaerulina americana \| \| \| \| \| \| Leptosphaerulina argentinensis \| \| \| \| \| \| Leptosphaerulina peltigerae \| \| \| \| |
|                  | Elegantimyces |
|                  | |
|                  | Phaeostagonospora |
|                  | |
|                  | Massariosphaeria |
|                  | |
|                  | Extrusothecium |
|                  | |
|                  | Ascoronospora |
|                  | |
|                  | Hyalobelemnospora |
|                  | |
|                  | Immotthia |
|                  | |
|                  | Helicascus |
|                  | |
|                  | Dactuliophora |
|                  | |
|                  | Clavariopsis |
|                  | |
|                  | Subbaromyces |
|                  | |
|                  | Pseudochaetosphaeronema |
|                  | |
|                  | Coronospora |
|                  | |
|                  | Protocucurbitaria |
|                  | |
|                  | Pseudotrichia |
|                  | |
|                  | Trematosphaeriopsis |
|                  | |
|                  | Passerinula |
|                  | |
|                  | Metameris |
|                  | |
|                  | Neopeckia |
|                  | |
|                  | Cheiromoniliophora |
|                  | |
|                  | Digitodesmium |
|                  | |
|                  | Boeremia |
|                  | |
|                  | Amarenomyces |
|                  | |
|                  | Setomelanomma |
|                  | |
|                  | Didymocrea |
|                  | |
|                  | Wettsteinina |
|                  | |
|                  | Letendraea |
|                  | |
|                  | Rhopographus |
|                  | |
|                  | Shiraia |
|                  | |
|                  | Farlowiella |
|                  | |
|                  | Paraliomyces |
|                  | |
|                  | Macroventuria |
|                  | |
|                  | Neophaeosphaeria |
|                  | |
|                  | Pseudodidymella |
|                  | |
|                  | Mycodidymella |
|                  | |
|                  | Ochrocladosporium |
|                  | |
|                  | Cheirosporium |
|                  | |
|                  | Margaretbarromyces |
|                  | |
|                  | Versicolorisporium |
|                  | |
|                  | Monoblastiopsis |
|                  | |
|                  | Ocala |
|                  | |
|                  | Lentithecium |
|                  | |
|                  | Tingoldiago |
|                  | |
|                  | Wicklowia |
|                  | |
|                  | Aquaticheirospora |
|                  | |
|                  | Ascorhombispora |
|                  | |
|                  | Leptosphaerulina mangrovei |
|                  | |
|                  | Leptosphaerulina chartarum |
|                  | |
|                  | Leptosphaerulina potentillae |
|                  | |
|                  | Leptosphaerulina nitida |
|                  | |
|                  | Leptosphaerulina albulae |
|                  | |
|                  | Leptosphaerulina rupestris |
|                  | |
|                  | Leptosphaerulina australis |
|                  | |
|                  | Leptosphaerulina arachidicola |
|                  | |
|                  | Leptosphaerulina myrtillina |
|                  | |
|                  | Leptosphaerulina pulchra |
|                  | |
|                  | Leptosphaerulina trifolii |
|                  | |
|                  | Leptosphaerulina hyperborea |
|                  | |
|                  | Leptosphaerulina personata |
|                  | |
|                  | Leptosphaerulina americana |
|                  | |
|                  | Leptosphaerulina argentinensis |
|                  | |
|                  | Leptosphaerulina peltigerae |
|                  | |

|  | Leptosphaerulina mangrovei     |
|  |                                |
|  | Leptosphaerulina chartarum     |
|  |                                |
|  | Leptosphaerulina potentillae   |
|  |                                |
|  | Leptosphaerulina nitida        |
|  |                                |
|  | Leptosphaerulina albulae       |
|  |                                |
|  | Leptosphaerulina rupestris     |
|  |                                |
|  | Leptosphaerulina australis     |
|  |                                |
|  | Leptosphaerulina arachidicola  |
|  |                                |
|  | Leptosphaerulina myrtillina    |
|  |                                |
|  | Leptosphaerulina pulchra       |
|  |                                |
|  | Leptosphaerulina trifolii      |
|  |                                |
|  | Leptosphaerulina hyperborea    |
|  |                                |
|  | Leptosphaerulina personata     |
|  |                                |
|  | Leptosphaerulina americana     |
|  |                                |
|  | Leptosphaerulina argentinensis |
|  |                                |
|  | Leptosphaerulina peltigerae    |
|  |                                |